# Грушкевич Микола Ярославович
Грушкевич Микола Ярославович (14 вересня 1912, Станиславів, Королівство Галичини і Володимирії, Австро-Угорщина -27 грудня 2002, м. Клівленд, шт. Огайо, США) – український лікар, пластун, громадський діяч.

## Біографія
Микола Грушкевич народився 14 вересня 1912 року у Станиславові на Прикарпатті  у родині Ярослава Грушкевича та Меланії Бородієвич.  Навчався у Станиславівській українській гімназії.
У 1923 році вступив до Пласту. Був членом гуртка «Крук» 11 куреня імені Івана Мазепи у Станиславові.  У 1929-1930 роках був курінним суддею. Був членом Головної ради товариства «Орли». 
У 1937 році закінчив Львівський медичний університет. У 1938 році виїхав до Берліна, де працював в університетській клініці і захистив дисертацію «Вплив хініну на обмін вуглеводів».  З 1940 року працював асистентом у клініці природолікування у Дрездені, а з 1945 року  – лікар у Бамбергу.  У Німеччині вступив до Пластового Сеньйорату, був членом пластового гуртка. 
1949 році виїхав до США. Після шпитальної  практики та складання нострифікаційних спитів провадив приватну практику  у 1951-1952 роках займався  у штаті Огайо, а з 1952 працював лікарем у Клівленді.Був членом Асоціації українських медиків Північної Америки, співголовою її відділу в Огайо, членом Академії медиків Клівленда. 
Весь цей час продовжував активну діяльність у Пласті. Був членом VII куреня імені Андрія Войнаровського, а в 1956 році очолив його як курінний. З 1987 по 1999 Грушкевич – директор Пластового музею у Пармі. Нагороджений пластовим орденом Святого Юрія в золоті. 
Помер Микола Грушкевич 27 грудня 2002 року в Клівленді, похований у Пармі, на цвинтарі Святого Петра і Павла.  

## Вибрані праці
- співредактор альманаху «Українська молодь Хрестові»,
- 1991р. автор серії курінних брошур «Під знаком Золотого Стремені» [5], статей про здоров’я пластунів [6]
- збірка віршів «На громадському перелазі» (1990).

## Особисте життя
Одружений, мав двоє дітей. 